# Kibla
Центр «Kibla» (словен. KID KIBLA; англ. Multimedia center KIBLA) — арт-центр у словенському місті Марібор, створений в липні 1996 року в рамках проекту «Narodni dom Maribor»; спеціалізується на експериментальному медіа-мистецтві; з червня 1998 року співробітники центру також мають правовий статус асоціації культури і освіти («Kulturno izobraževalno društvo KIBLA»).

## Історія і опис
Мультимедійний центр KIBLA відкрився в місті Марибор в липні 1996 року як перший в Словенії навчально-виробничий інститут, що спеціалізується на мультимедіа технології і медіа-мистецтві — під назвою «CyberSRCeLab — MMC KIBLA»; центр намагається поєднати у своїх проектах освіту та дослідницьку діяльність, культуру і технології, мистецтво і науку. З червня 1998 року MMC KIBLA має юридичний статус асоціації культури та освіти, «Kulturno izobraževalno društvo KIBLA». Першим президентом центру став його засновник, Пітер Томаж Добрила, який займав цей пост до 2004 рік; наступним президентом стала Олександра Костич.
Спочатку мультимедійний центр KIBLA пропонував своїм відвідувачам курси комп'ютерної грамотності та безкоштовний доступ в Інтернет; адреси електронної пошти і серверний простір для некомерційних організацій і приватних осіб також пропонувалися центром. Був розташований на першому поверсі будівлі будинку культури «Narodni dom Maribor», KIBLA включав виставковий майданчик для творчості, за назвою «KiBela», книжковий магазин «Za: misel» та інтернет-кафе «KiBar» з 10 комп'ютерними терміналами. З 2001 року KIBLA також управляє приміщенням на міській площі Glavni trg.
Програма центру включає в себе виставки, спектаклі, концерти, фестивалі, театральні постановки, лекції, симпозіуми, ярмарки та семінари. Через свій художній простір — галерею «KiBela» — центр співпрацює зі словенськими митцями та мистецькими установами; він проводить виставки сучасних художників з Граца, Лондона, Загреба, Белграда та США, представляючи нові підходи в сучасному образотворчому мистецтві. KIBLA проводить два фестивалі сучасної музики, що включають в себе експериментальні роботи; співпрацює з музичними організаціями в Мариборі, Любляні (Люблянський джазовий фестиваль, фестиваль «Друга годба»), а також і за рубежами Словенії. Центр також був ініціатором проведення джазового фестивалю «Izzven», який пройшов на майданчиках «Narodni dom» у 2011 році.
У 2007 році центр KIBLA, за сприяння цілої низки культур установи Марибора і сусідніх міст регіону, підготував комплексну пропозицію під назвою «Чиста енергія» (Čista energija). Пропозиція виграла номінацію в рамках конкурсу Європейської комісії «Культурна столиця Європи» на 2012 рік.